# Alessandro Giustiniani Longo
Alessandro Giustiniani Longo a été le 89e doge de Gênes du 6 avril 1611 au 6 avril 1613.